# Núi Pão de Açúcar

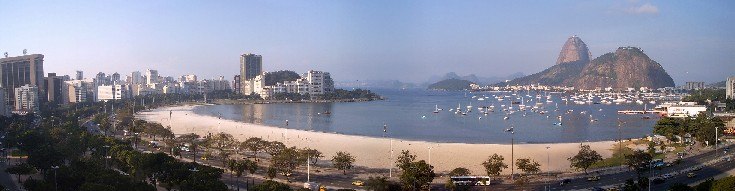
Pão de Açúcar (phía sâu bên phải) và bãi biển Botafogo

Bình minh ở Rio de Janeiro với núi Pão de Açúcar, nhìn từ rừng Tijuca

Núi Pão de Açúcar  (tiếng Bồ Đào Nha: Pão de Açúcar phát âm [ˈpɐ̃w̃ d͡ʒi aˈsukaʁ]) là một đỉnh nằm ở Rio de Janeiro, Brazil, ở cửa vịnh Guanabara trên một bán đảo tách ra Đại Tây Dương. Cao 396 m (1.299 ft) so với bến cảng, tên của nó Pão de Açúcar  được trong tiếng Bồ Đào Nha có nghĩa là "Bánh đường" là sự tương đồng với hình dạng truyền thống của đường tinh chế đường tinh luyện. Nó được biết đến trên toàn thế giới cho cáp của nó và tầm nhìn toàn cảnh thành phố.
Ngọn núi là một trong những dãy núi đá granit và thạch anh nguyên khối tăng thẳng từ mép nước xung quanh Rio de Janeiro.
Ngọn núi được bảo vệ bởi Tượng đài tự nhiên Núi Pão de Açúcar và Đồi Urca, được tạo ra vào năm 2006. Đây là một phần của Di sản Thế giới được UNESCO công bố vào năm 2012.
Một cáp treo tường bằng kính (bondinho hoặc, chính thức hơn, teleférico), có khả năng chở 65 người, chạy dọc theo một con đường 1.400 m (4.600 ft) giữa các đỉnh của Pão de Açúcar và Morro da Urca cứ sau 20 phút. Tuyến cáp treo ban đầu được xây dựng vào năm 1912 và được xây dựng lại vào khoảng năm 1972–73 và năm 2008. Cáp treo đi từ một trạm mặt đất, tại chân Morro da Babilônia, tới Morro da Urca và từ đó đến đỉnh Pão de Açúcar.